# Папроць-Мала
Папроць-Мала (пол. Paproć Mała) — село в Польщі, у гміні Шумово Замбровського повіту Підляського воєводства.
Населення — 143 особи (2011).
У 1975-1998 роках село належало до Ломжинського воєводства.

## Демографія
Демографічна структура станом на 31 березня 2011 року:
|          | Загалом | Допрацездатний вік | Працездатний вік | Постпрацездатний вік |
| -------- | ------- | ------------------ | ---------------- | -------------------- |
| Чоловіки | 73      | 19                 | 43               | 11                   |
| Жінки    | 70      | 18                 | 40               | 12                   |
| Разом    | 143     | 37                 | 83               | 23                   |